# Cerotelium trichosanthis
Cerotelium trichosanthis är en svampart som först beskrevs av T.S. Ramakr. & Sundaram, och fick sitt nu gällande namn av Nag Raj, Govindu & Thirum. 1972. Cerotelium trichosanthis ingår i släktet Cerotelium och familjen Phakopsoraceae.   Inga underarter finns listade i Catalogue of Life.